# Apostolska nunciatura na Fidžiju
Apostolska nunciatura na Fidžiju je diplomatsko prestavništvo (veleposlaništvo) Svetega sedeža na Fidžiju.
Trenutni apostolski nuncij je Charles Daniel Balvo.

## Seznam apostolskih nuncijev
- Antonio Magnoni (24. april 1980–22. julij 1989)
- Thomas A. White (14. oktober 1989–27. april 1996)
- Patrick Coveney (15. oktober 1996–25. januar 2005)
- Charles Daniel Balvo (1. april 2005–danes)